# Fragile (Yes-Album)
Fragile ist das vierte Album der Progressive-Rock-Band Yes. Es wurde 1971 veröffentlicht. Tony Kaye hatte hier die Band gerade verlassen, Rick Wakeman war dazugekommen. Das Album rangierte drei Monate lang unter den Top Vier der US-Bestenliste.

## Inhalt
Als Yes-Klassiker von diesem Album gelten Long Distance Runaround, The Fish, Heart Of The Sunrise und Roundabout.
Wakemans Solo-Stück Cans And Brahms ist eine Adaption des dritten Satzes (Allegro giocoso) aus der 4. Sinfonie von Johannes Brahms für Piano, Synthesizer und Reed-Orgel. Ursprünglich war an dieser Stelle das Instrumentalstück Catherine of Aragon geplant, das aus rechtlichen Gründen jedoch erst ein Jahr später auf Wakemans Solo-Album The Six Wives of Henry VIII. veröffentlicht werden konnte.

## Rezeption
Die britische Musikzeitschrift Classic Rock kürte Fragile im Juli 2010 zu einem der 50 Musikalben, die den Progressive Rock prägten, und im Juni 2015 wählte das renommierte Fachblatt Rolling Stone das Album auf Platz 10 der 50 besten Progressive-Rock-Alben aller Zeiten.

## Titelliste
1. Roundabout (Anderson/Howe) – 8:29
2. Cans And Brahms (Johannes Brahms, Arr. Wakeman) – 1:35
3. We Have Heaven (Anderson) – 1:30
4. South Side Of The Sky (Anderson/Squire) – 7:53
5. Five Per Cent For Nothing (Bruford) – 0:35
6. Long Distance Runaround (Anderson) – 3:33
7. The Fish (Shindleria Praematurus) (Squire) – 2:35
8. Mood for a Day (Howe) – 2:57 (Studioversion[5])
9. Heart Of The Sunrise (Anderson/Squire/Bruford, inkl. We Have Heaven (Reprise)) – 11:24

Das Album wurde im Jahr 2003 von Rhino Records remastert und wiederveröffentlicht. Diese Auflage enthält die Bonustracks:
1. America (Paul Simon) – 10:33
2. Roundabout (Early Rough Mix) (Anderson/Howe) – 8:35

## Cover
Das Cover wurde erstmals von Roger Dean entworfen. Auf der Vorderseite befindet sich ein von einem hellen Licht beschienener Planet, der von einem Weltraumsegelschiff im ansonsten leeren Raum überflogen wird. Darüber ruhen der Titel des Albums und der Bandname, beide ineinander verwoben. Auf der Rückseite offenbart sich die Katastrophe, der Planet bricht auseinander, die Teile schweben davon. Auf der linken Innenseite findet sich der Text zu den Liedern, auf der Rechten die Songtitel gemeinsam mit den üblichen Albuminformationen. Rechts unten in der Ecke ein kleiner, fest am Boden fixierter Raumsegler. Dieser wird immer wieder auf den nachfolgenden Alben zu finden sein. Als Beilage wird zu den ersten Auflagen ein Booklet beigelegt. Dieses enthält eine Seite mit einer Gruppencollage, fünf Seiten mit jeweils einem Musiker und zwei Seiten mit weiteren Roger-Dean-Bildern.

## Neuauflagen
Immer wieder wurden von diesem Album Sondereditionen aufgelegt. Eine kleine US-Auflage wurde 1972 auf der Basis der damaligen Urheber- und Copyrightrechte von einem kleinen Label in New Jersey gepresst. Bei der heutigen amerikanischen Rechtslage wäre das undenkbar, damals jedoch war es in den Vereinigten Staaten möglich und musste zu einem gewissen Teil geduldet werden. Das Cover zeigte Krönungsinsignien und ist im Stil der fünfziger/sechziger Jahre.
2002 wurde zum 30. Jubiläum des Albums eine DVD-Audio-Version von Fragile herausgegeben, die eine Dolby-Digital- und eine DTS-Spur enthält.
Gleichzeitig wurde auch eine Gold-CD-Edition aufgelegt. Bei der ersten wieder zurückgezogenen Auflage fehlt nach einem nur 10:31-minütigen Heart of the Sunrise der Abschnitt We Have Heaven (Reprise), die CD ist daher um 53 Sekunden kürzer.
Das Album wurde erneut im Jahr 2003 von Rhino Records remastert wiederveröffentlicht. Diese Auflage enthält zwei Bonustracks, wobei die Coverversion des Stückes America (im Original von Simon & Garfunkel) ursprünglich 1972 auf dem Labelsampler The New Age of Atlantic veröffentlicht wurde. Eine auf 4:12 gekürzte Version dieses Covers fand sich als Bonustrack auf der Neuauflage des Albums Close to the Edge.
2015 erschien das Album als Definitive Edition in Form eines CD/DVD bzw. CD/Blu-Ray Doppelalbums. Für diese Ausgabe hat der englische Produzent und Musiker Steven Wilson neue Stereo- und 5.1-Surround Versionen abgemischt. Außerdem sind mehrere alternative Versionen und Zusatzstücke enthalten.